# Valpalmas
Valpalmas è un comune spagnolo di 176 abitanti situato nella comunità autonoma dell'Aragona.